# Чжэцзян
Чжэцзя́н (кит. упр. 浙江, пиньинь Zhèjiāng; у 浙江 Tsek Kaon) — провинция на востоке Китая. Власти провинции размещаются в Ханчжоу. Согласно переписи 2020 года в Чжэцзяне проживало 64,567 млн человек.

## География
Занимаемая провинцией площадь 106 078 км² (24-е место). Население провинции на конец 2017 года — 56,57 миллионов человек.
Холмы занимают 70 % территории. Самые высокие холмы находятся на востоке и западе провинции. Самая высокая точка провинции — Хуанмаоцзянь (1929 м). Другие горы провинции: Янданшань (1150 м), Тяньму (1506 м), Тяньтай (1138 м), Могань (719 м).

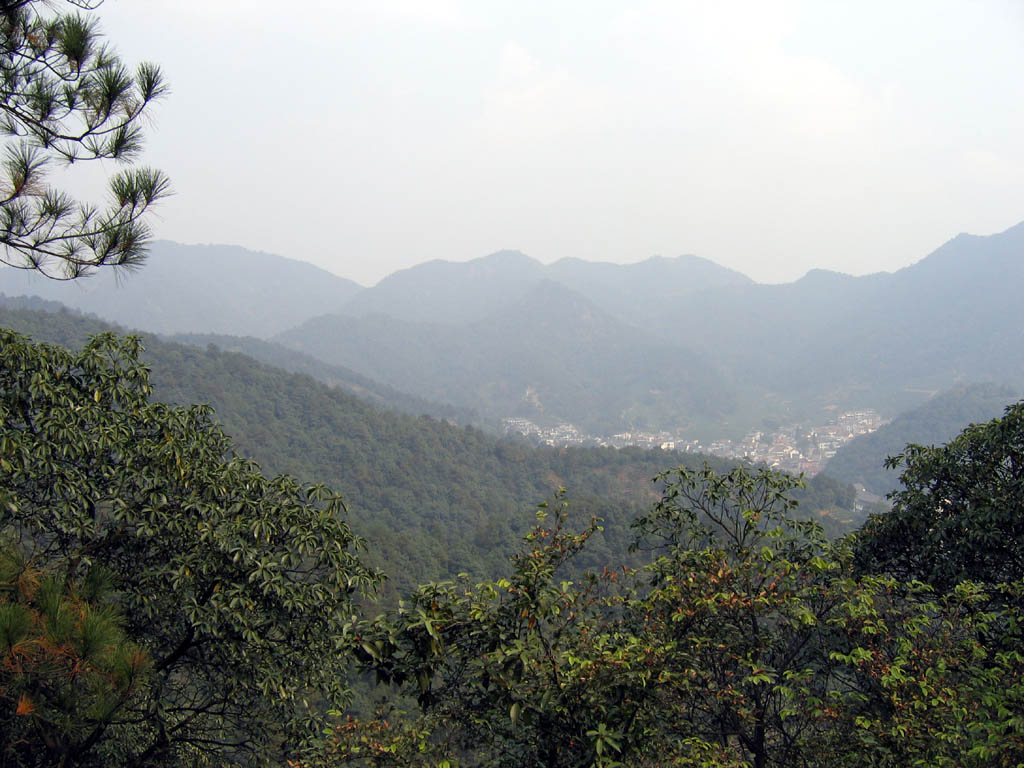
Горы близ Ханчжоу
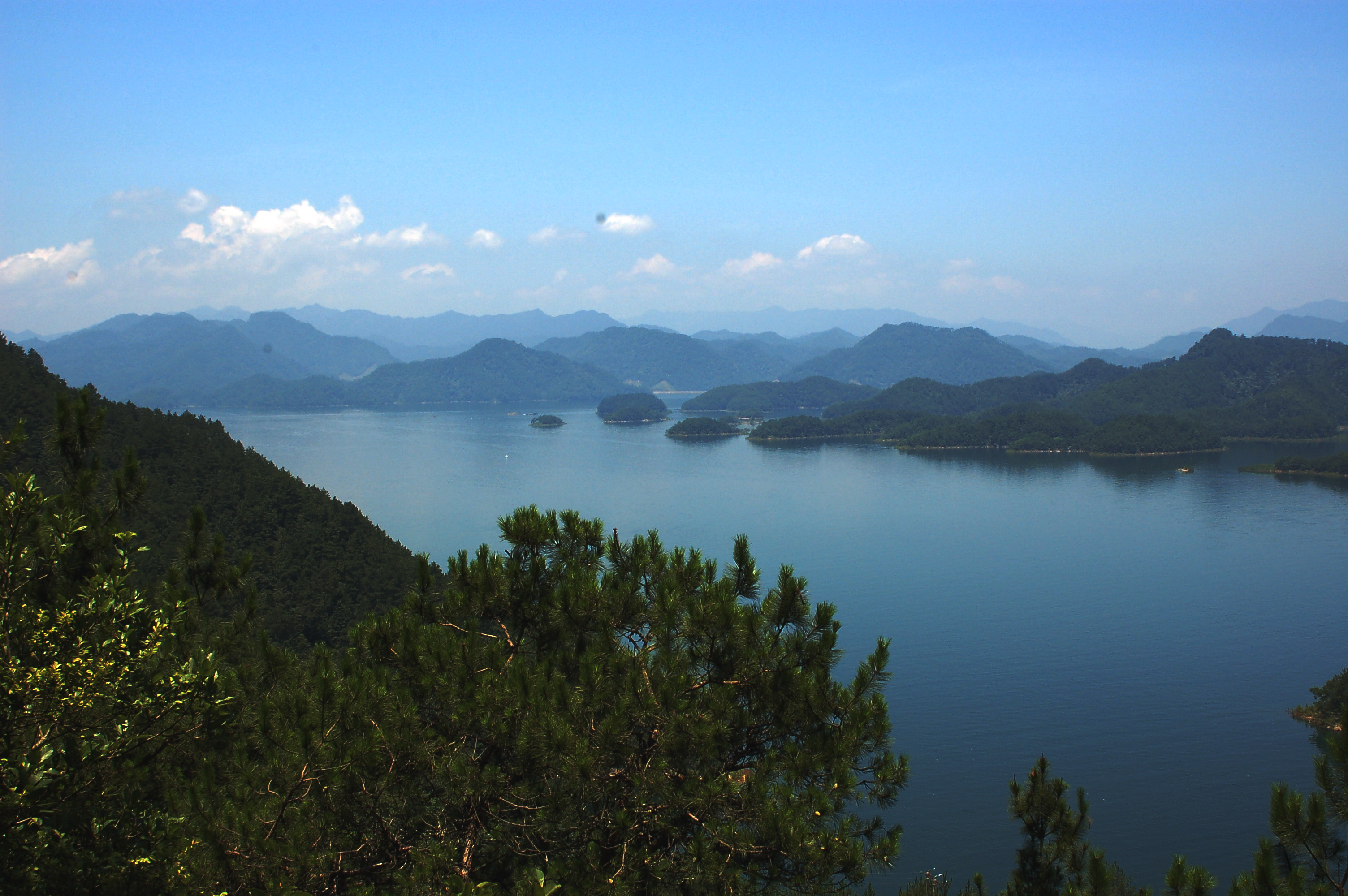
Озеро Тысячи Островов
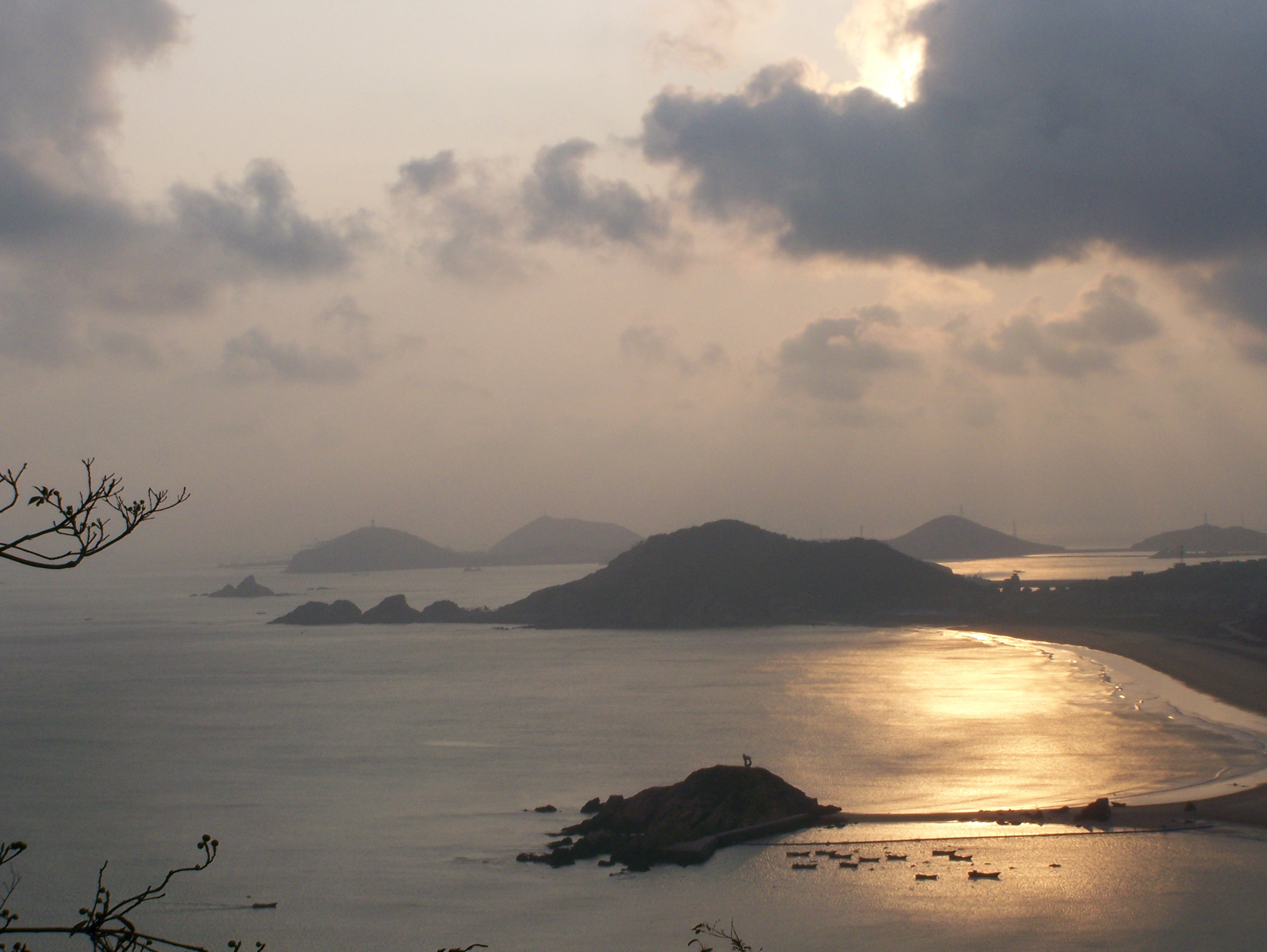
Острова Шэнсы
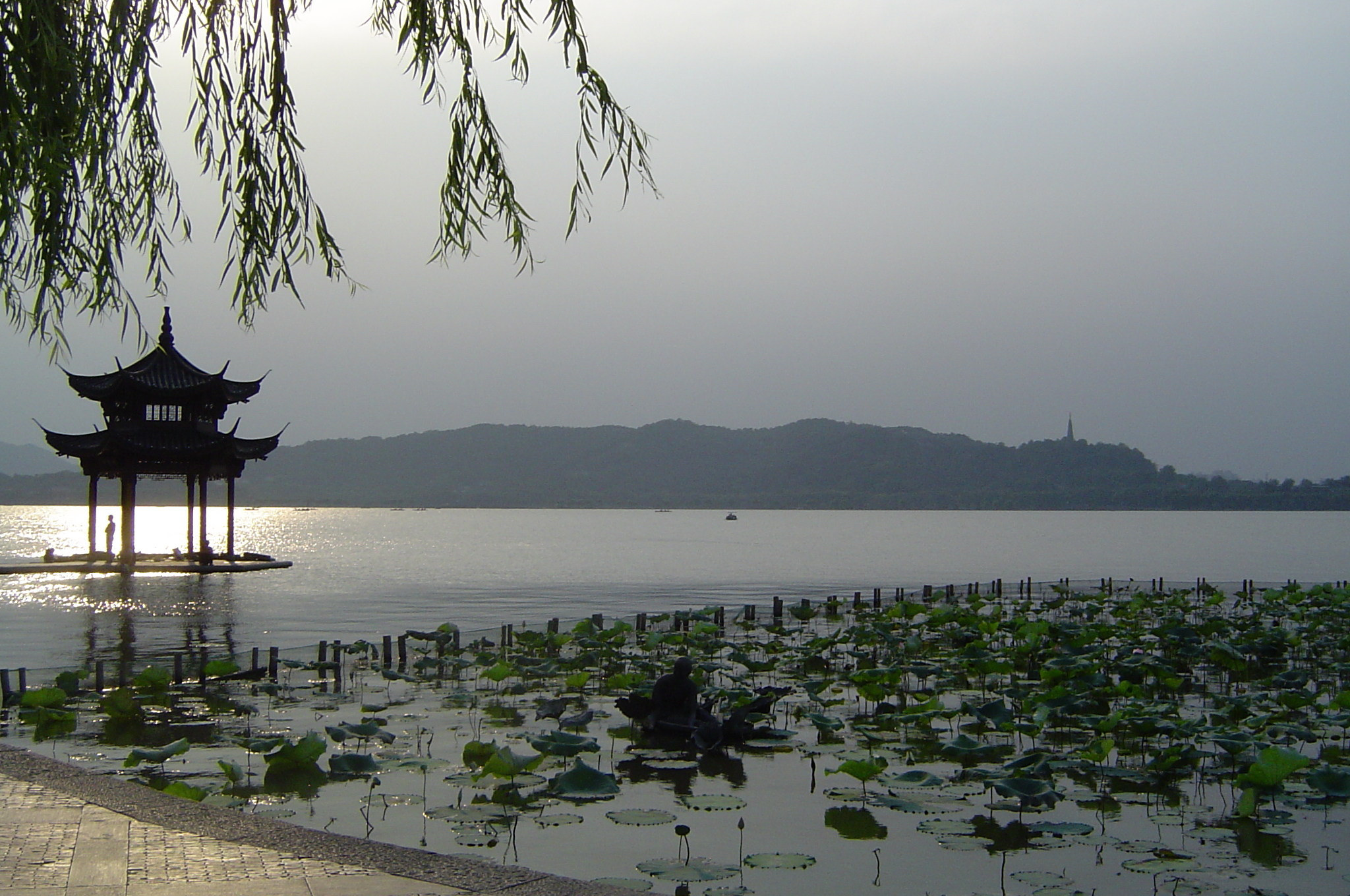
Озеро Сиху

## История
Провинция была образована после основания империи Мин в 1368 году. В 1381 году в её состав были включены Хучжоуская и Цзясинская управы, до этого напрямую подчинённую императорскому двору, и провинция приобрела современные границы.

## Население
По данным переписи населения КНР 2010 года, первые пять народностей по численности населения в провинции Чжэцзян были следующие:
| Народность | Население  | Процент |
| ---------- | ---------- | ------- |
| ханьцы     | 53 212 194 | 97,77 % |
| мяо        | 309 064    | 0,57 %  |
| туцзя      | 227 012    | 0,42 %  |
| шэ         | 166 276    | 0,31 %  |
| буи        | 125 838    | 0,23 %  |

## Административное деление
В административно-территориальном плане провинция Чжэцзян делится на два города субпровинциального значения и девять городских округов:
| Карта | №        | Русское название | Китайское название | Пиньинь                           | Тип |
| ----- | -------- | ---------------- | ------------------ | --------------------------------- | --- |
|       |          |                  |                    |                                   |     |
| 1     | Ханчжоу  | 杭州市           | Hángzhōu Shì       | город субпровинциального значения |     |
| 2     | Нинбо    | 宁波市           | Níngbō Shì         | город субпровинциального значения |     |
| 3     | Хучжоу   | 湖州市           | Húzhōu Shì         | городской округ                   |     |
| 4     | Цзясин   | 嘉兴市           | Jiāxīng Shì        | городской округ                   |     |
| 5     | Цзиньхуа | 金华市           | Jīnhuá Shì         | городской округ                   |     |
| 6     | Лишуй    | 丽水市           | Líshuǐ Shì         | городской округ                   |     |
| 7     | Цюйчжоу  | 衢州市           | Qúzhōu Shì         | городской округ                   |     |
| 8     | Шаосин   | 绍兴市           | Shàoxīng Shì       | городской округ                   |     |
| 9     | Тайчжоу  | 台州市           | Tāizhōu Shì        | городской округ                   |     |
| 10    | Вэньчжоу | 温州市           | Wēnzhōu Shì        | городской округ                   |     |
| 11    | Чжоушань | 舟山市           | Zhōushān Shì       | городской округ                   |     |

Эти 11 единиц окружного уровня в свою очередь делятся на 90 единиц уездного уровня (32 городских района, 22 города уездного значения, 35 уездов и один автономный уезд). Те в свою очередь подразделяются на 1570 единиц волостного уровня (761 посёлок, 505 волостей, 14 национальных волостей, 290 уличных комитетов).

## Вооружённые силы

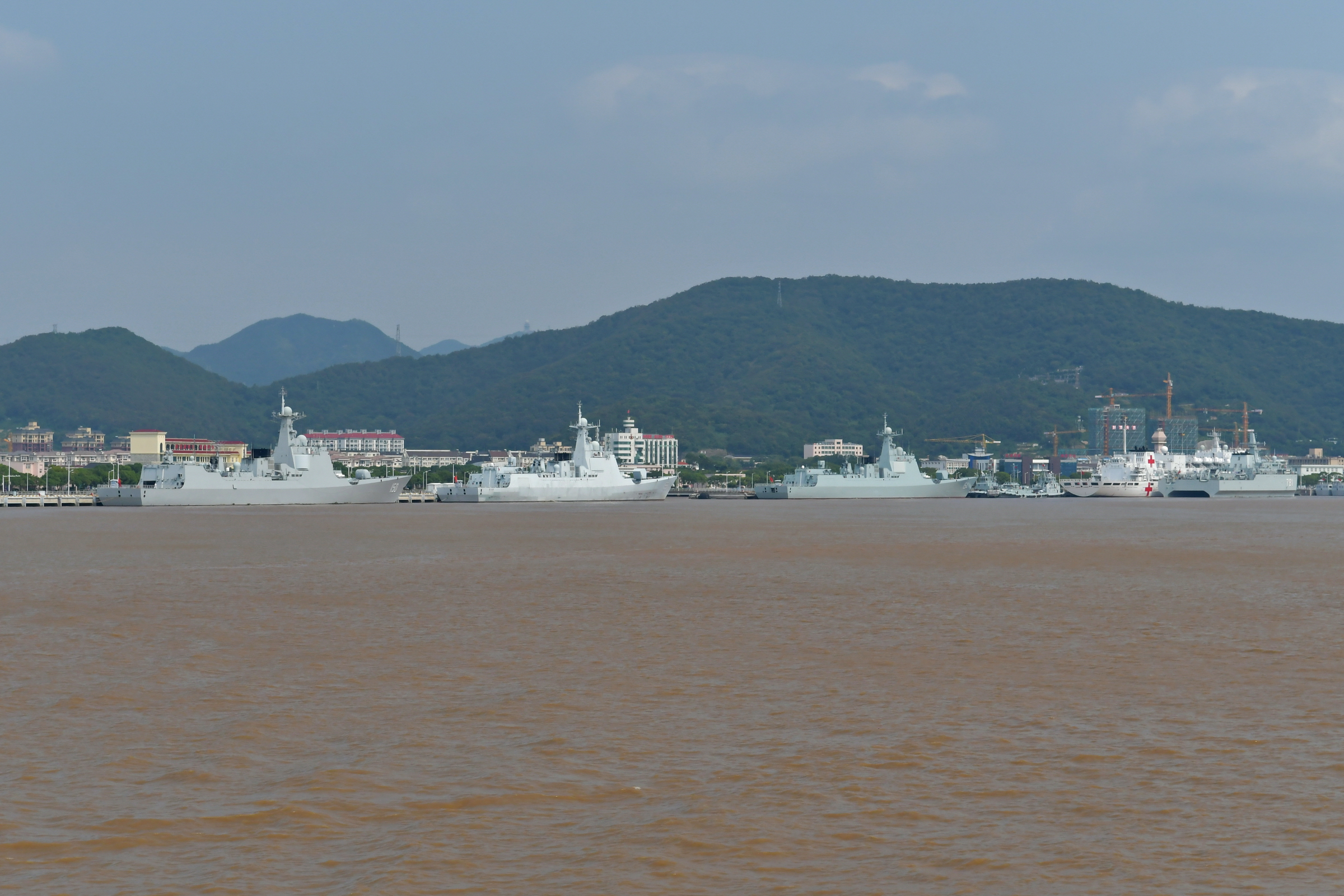
Военно-морская база в Чжоушане

В Нинбо расположен штаб Восточного флота; в Хучжоу — штаб 72-й группы армий; в Чжоушане, Ханчжоу и Вэньчжоу — военно-морские базы Восточного флота; в Цзиньхуа — штаб 617-й ракетной бригады.

## Экономика

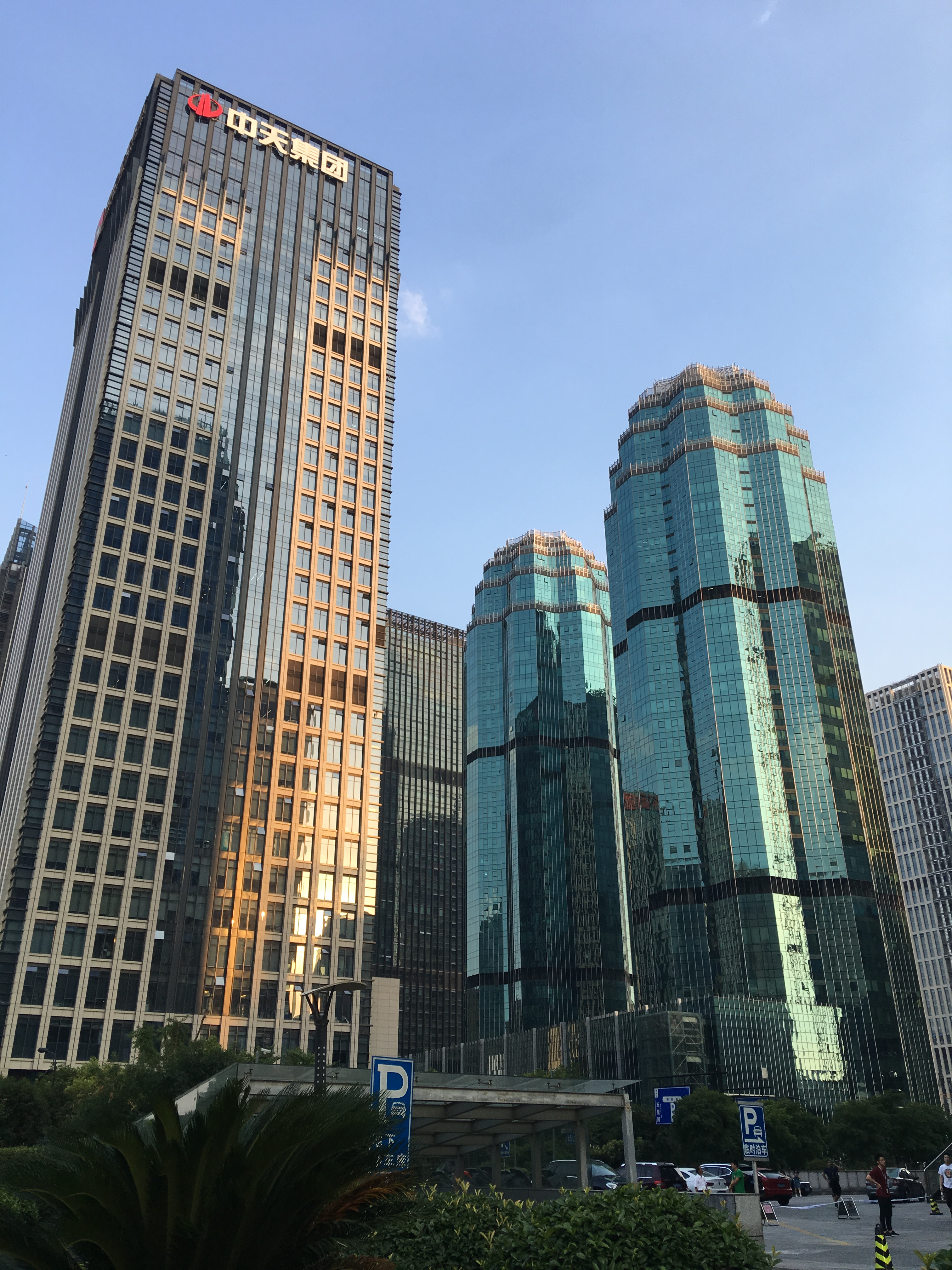
Деловой центр Ханчжоу

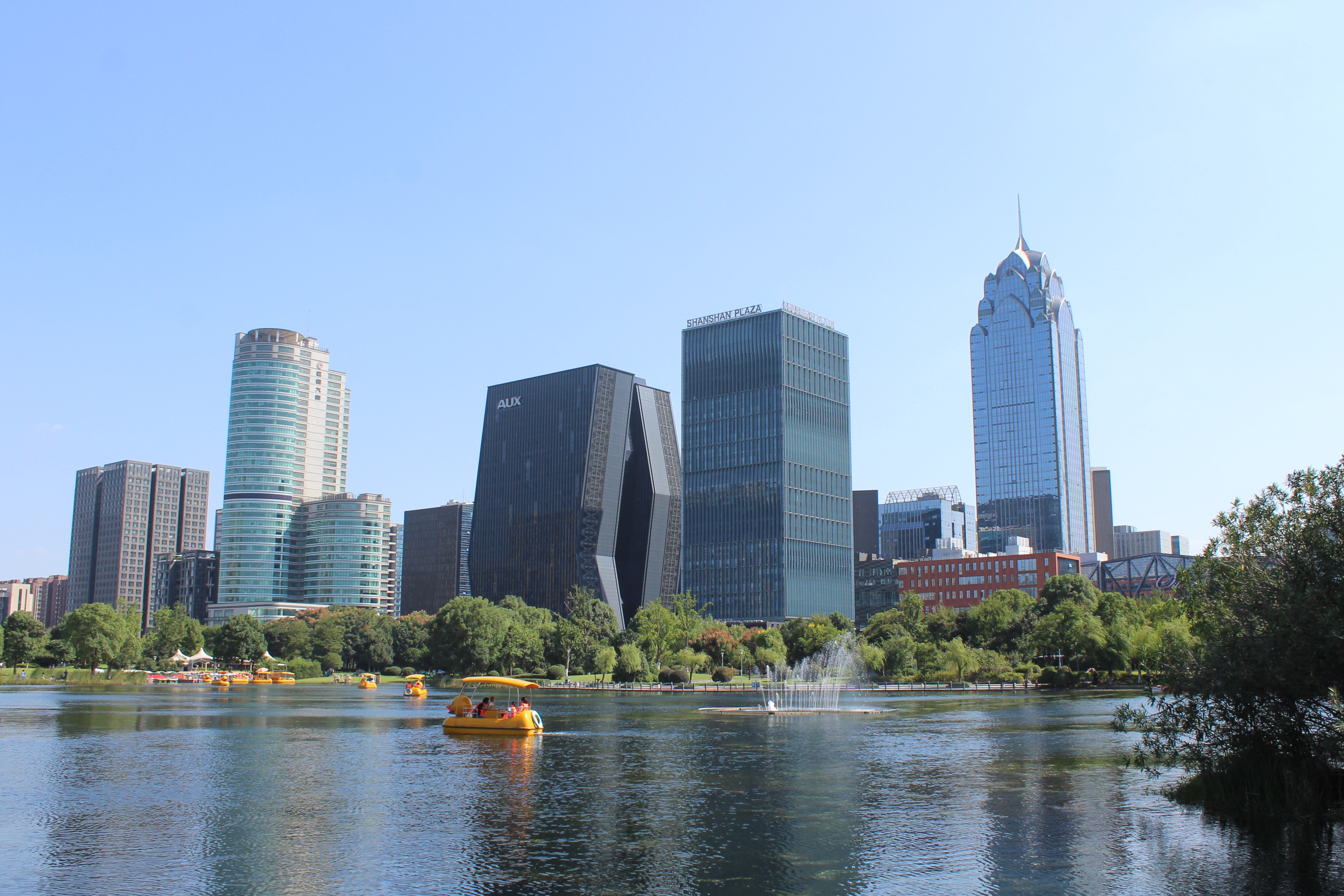
Деловой центр Нинбо

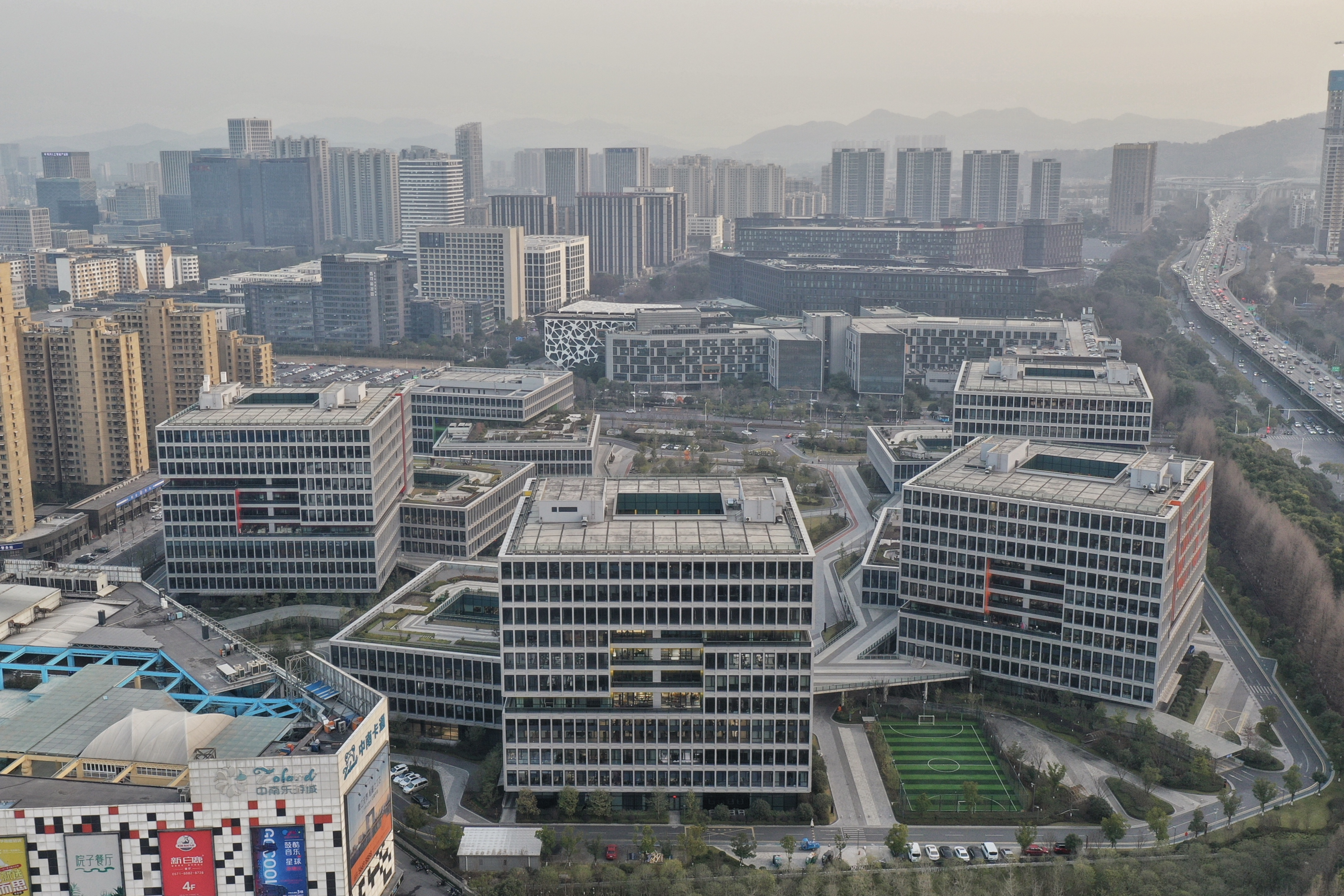
Офисный комплекс Alibaba Group в Ханчжоу

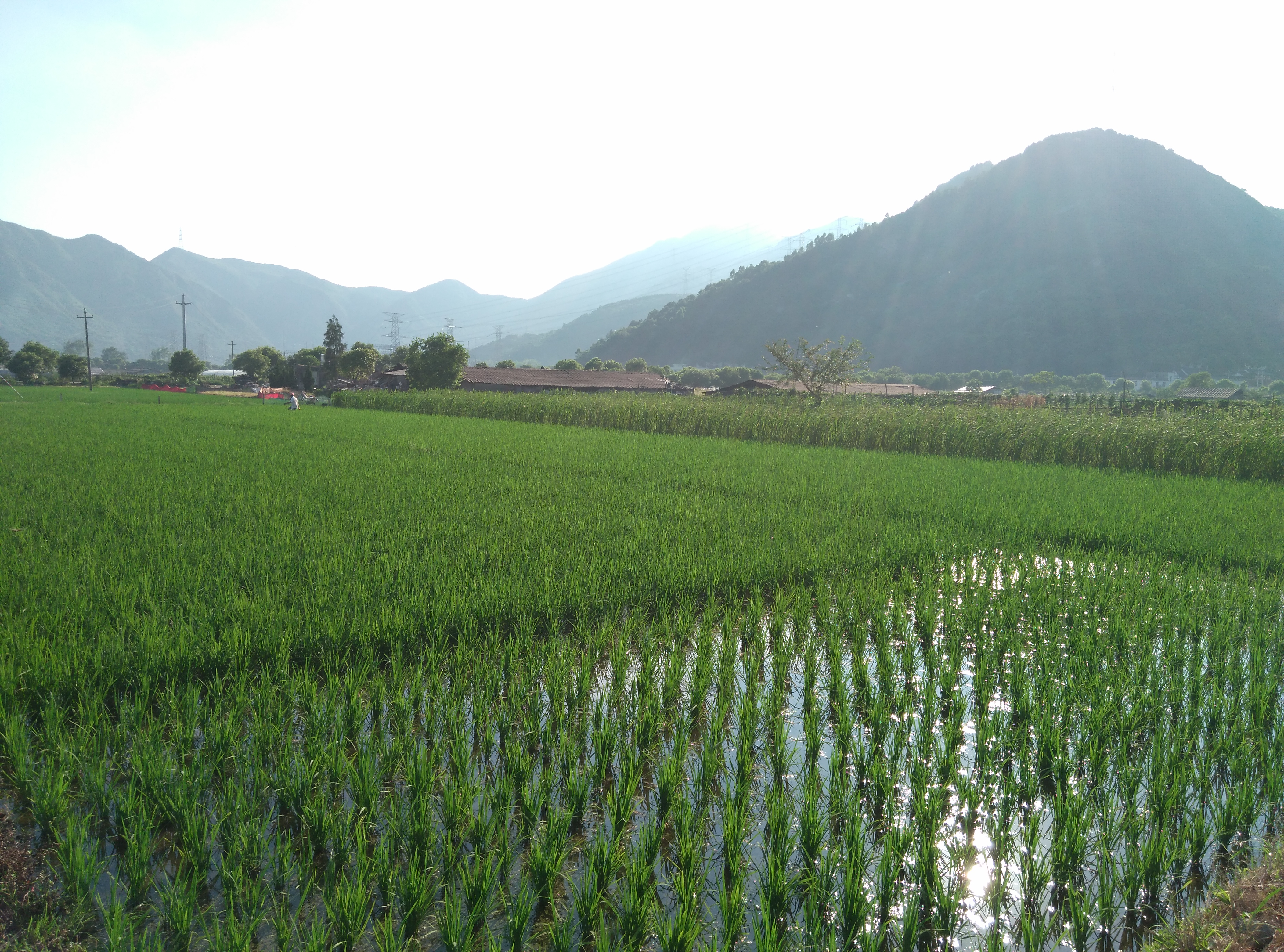
Рисовые поля в Вэньчжоу

По итогам 2020 года валовой региональный продукт провинции Чжэцзян вырос на 3,6 % и составил 6,46 трлн юаней (около 1 трлн долл. США ). Доход на душу населения в городах Чжэцзяна по итогам 2020 года вырос на 4,2 %, а в сельских районах — на 3,6 %. Экспорт Чжэцзяна в 2020 году вырос на 9,1 % до 2,52 трлн юаней (около 388,5 млрд долл. США), что составило 14 % от общего объёма экспорта Китая. Объём фактически использованных иностранных инвестиций достиг 15,8 млрд долл. США, что на 16,4 % больше, чем в 2019 году.
Чжэцзян является центром электронной коммерции Восточного Китая. В 2020 году добавленная стоимость цифровой экономики провинции достигла 3,02 трлн юаней, составив 46,8 % от ВРП Чжэцзяна. Основные сектора — цифровая безопасность, интегральные схемы, программное обеспечение и электронная торговля.
В июне 2021 года центральные власти Китая объявили о планах превратить провинцию Чжэцзян в демонстрационную зону всеобщего процветания. Основные цели этой зоны — рост ВВП на душу населения, сокращение разницы в доходах между сельскими и городскими жителями, превращение большинства населения в средний класс.
По итогам 2023 года валовой региональный продукт провинции Чжэцзян вырос на 6 % по сравнению с показателем 2022 года и достиг 8,25 трлн юаней (1,16 трлн долл. США). По объему внешней торговли провинция вышла на третье место по стране (4,9 трлн юаней, прирост на 4,6 %). К концу 2023 года число зарегистрированных в Чжэцзяне субъектов хозяйствования достигло 10,34 млн единиц с приростом на 9,6 %.
В Чжэцзяне базируются такие крупные компании, как Alibaba Group (электронная коммерция), Ant Group, China Zheshang Bank и Bank of Ningbo (финансовые услуги), Geely Automobile, Jonway Automobile и Zotye Auto (легковые автомобили), Hikvision и Dahua Technology (средства видеонаблюдения), Wahaha Group и Nongfu Spring (напитки), Loong Air (авиаперевозки), Shenzhou International и Youngor Group (одежда).

### Сельское хозяйство
Чжэцзян известен в Китае как «Земля рыбы и риса». Северная часть провинции является главным производителем шёлка в Китае, в округе Чжоушань развито рыболовство.
Рис является самым важным сельскохозяйственным растением провинции, за ним идут пшеница, кукуруза и батат. Также в Чжэцзяне культивируют джут, хлопчатник, рапс и сахарный тростник.

### Промышленность
Важными отраслями являются автомобильная, электротехническая, электронная, текстильная, химическая, пищевая и мебельная промышленность, судостроение, производство строительных материалов, телекоммуникационного оборудования, палаток, навесов, мобильных туалетов и душевых кабинок, а также другого снаряжения для туризма и отдыха на природе.

### Энергетика
Чжэцзян осуществляет крупные инвестиции в развитие чистых энергоносителей, включая ветровую, солнечную и атомную энергию, чтобы оптимизировать энергобаланс провинции и сократить выбросы загрязняющих веществ от угольных электростанций. На конец 2020 года общая установленная генерирующая мощность в провинции достигла 101,4 ГВт, что на 24,3 % больше, чем 5 лет назад. При этом установленная генерирующая мощность объектов экологически чистой энергетики составила 37,84 ГВт (+ 96 % по сравнению с 2015 годом). На конец 2020 года количество подключенных к сети солнечных электростанций распределенного типа достигло 230 тысяч, а их общая установленная мощность превысила 10 ГВт. Солнечная энергетика опередила гидроэнергетику, став вторым по значимости сектором производства энергии в провинции, после тепловой энергетики. Передачей и распределением электроэнергии занимается компания State Grid Zhejiang Electric Power — филиал государственной State Grid Corporation of China.
Значительную часть электроэнергии провинция получает с ГЭС Байхэтань (Сычуань).
По итогам 2023 года объем потребления электроэнергии в провинции Чжэцзян вырос на 6,78 % в годовом исчислении и достиг 619,2 млрд кВт-ч, из которых на производственный сектор пришлось около 345 кВт-ч (+ 8,74 % в годовом исчислении).

### Торговля
После присоединения Китая к ВТО общий объём внешней торговли провинции Чжэцзян увеличился с 32,8 млрд долл. США в 2001 году до 487,93 млрд долл. США в 2020 году. Совокупные среднегодовые темпы роста составили + 15,3 %. Объём прямых иностранных инвестиций в экономику Чжэцзяна увеличился с 2,21 млрд долл. США в 2001 году до 15,78 млрд долл. США в 2020 году, а объём вложенных Чжэцзяном зарубежных инвестиций вырос с 33,506 млн долл. США в 2001 году до 12,56 млрд долл. США в 2020 году (среднегодовой рост составил + 36,6 %). 
Чжэцзян является крупным центром электронной коммерции и внешней торговли Китая. В 2020 году объём онлайновых розничных продаж достиг 2,26 трлн юаней (около 350 млрд долл. США), что на 14,3 % больше показателя 2019 года. Жители провинции потратили на онлайн-шопинг 1,11 трлн юаней, что на 10,9 % больше, чем в 2019 году. В 2020 году объём экспорта в рамках трансграничных онлайновых розничных продаж вырос в Чжэцзяне на 31,6 % в годовом выражении и составил 102,3 млрд юаней.

### Благосостояние
В провинции Чжэцзян, как и в большинстве провинций Китая, минимальная заработная плата устанавливается разного уровня, в зависимости от уровня развития провинции, её районов и стоимости жизни. В Чжэцзяне существует три уровня минимальной заработной платы. По состоянию на 2022 год минимальный размер оплаты труда в провинции составлял: зона А — 2280 юаней ($357,70) и 22 юаней ($3,45) в час, зона B — 2070 юаней ($324,57) и 20 юаней ($3,14) в час, зона C — 1840 юаней ($288,51) и 18 юаней ($2,82) в час.

## Транспорт

### Морской
Несколько морских портов провинции входят в число крупнейших портов мира, в том числе Нинбо, Чжоушань и Цзясин. 

### Железнодорожный
Важное значение имеют грузовые железнодорожные перевозки по маршруту Чжэцзян — Европа и Чжэцзян — Центральная Азия. Главным железнодорожным узлом является уезд Иу.

## Наука

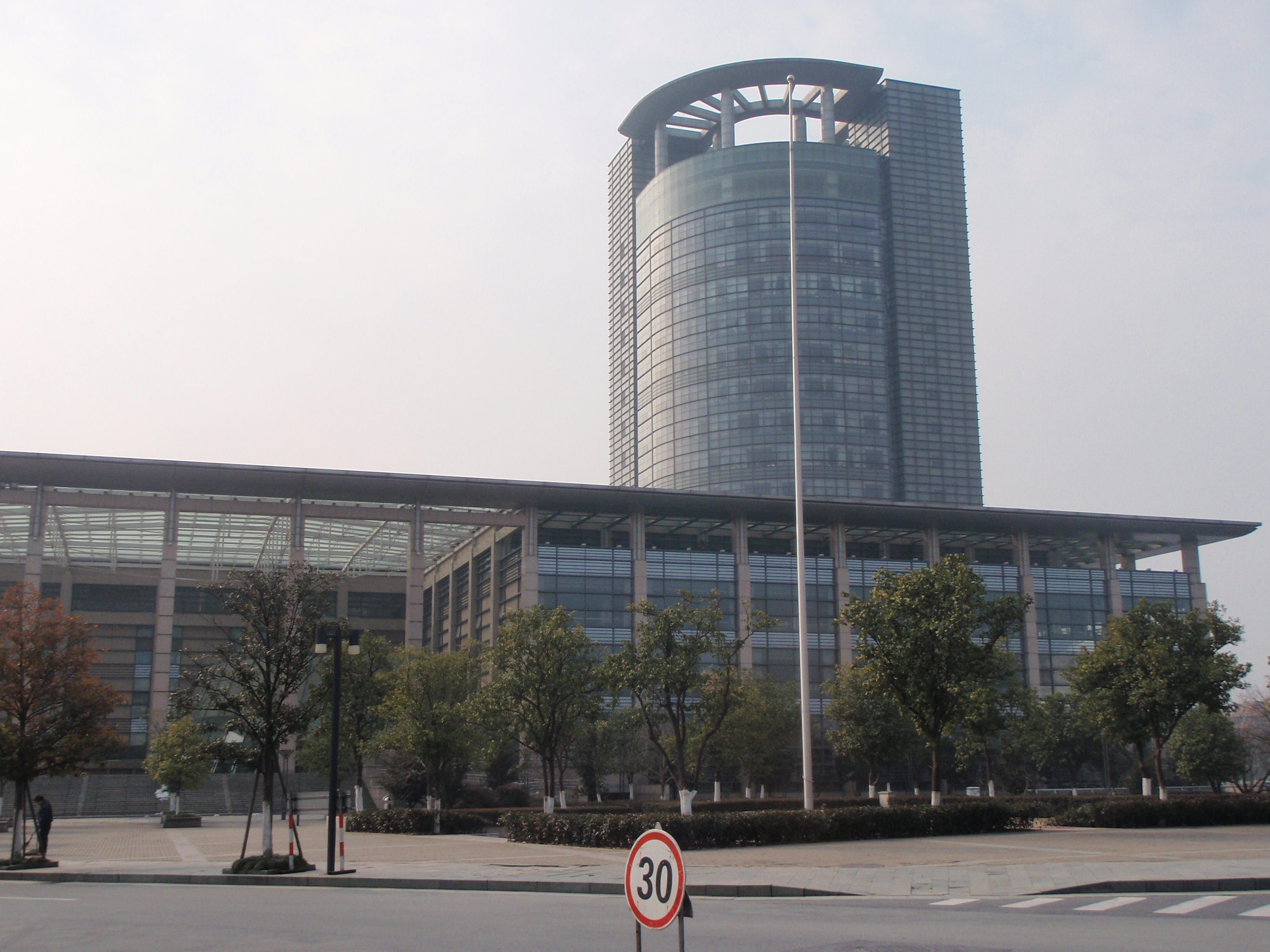
Чжэцзянский университет

Ведущими научно-исследовательскими учреждениями провинции Чжэцзян являются Чжэцзянский университет (Ханчжоу), Чжэцзянский технологический университет (Ханчжоу), Медицинский университет Вэньчжоу (Вэньчжоу), Институт материаловедения и инженерии Китайской академии наук (Нинбо), Китайский национальный исследовательский институт риса (Ханчжоу), Чжэцзянский научно-технологический университет (Ханчжоу), университет Нинбо (Нинбо), Чжэцзянский педагогический университет (Цзиньхуа), университет Вэньчжоу (Вэньчжоу), научный центр Alibaba Group (Ханчжоу), Педагогический университет Ханчжоу, университет Дяньцзи (Ханчжоу), Чжэцзянский университет китайской медицины (Ханчжоу).
Другими важными научно-исследовательскими учреждениями провинции Чжэцзян являются Чжэцзянский океанический университет (Чжоушань), Китайский университет Цзилян (Ханчжоу), Шаосинский университет (Шаосин), Чжэцзянский университет сельского и лесного хозяйства (Ханчжоу), Чжэцзянский университет Гуншан (Ханчжоу), университет Хучжоу (Хучжоу).

## Здравоохранение
Ведущими лечебными и научно-исследовательскими учреждениями провинции Чжэцзян являются Первая и Вторая аффилированные больницы Чжэцзянского университета (Ханчжоу), больница Шао Ифу (Ханчжоу), Чжэцзянская раковая больница (Ханчжоу), Первая и Вторая аффилированные больницы медицинского университета Вэньчжоу, больница педагогического университета Ханчжоу, детская больница Юин медицинского университета Вэньчжоу.

## Культура
Среди прочих культурных объектов на территории провинции находятся так называемые пещеры Лунью, искусственные сооружения, предположительно созданные во времена империи Цинь.

## Спорт
В китайской национальной Суперлиге по футболу провинцию представляет команда «Ханчжоу Гринтаун».